# Zamieszki w Los Angeles (1992)

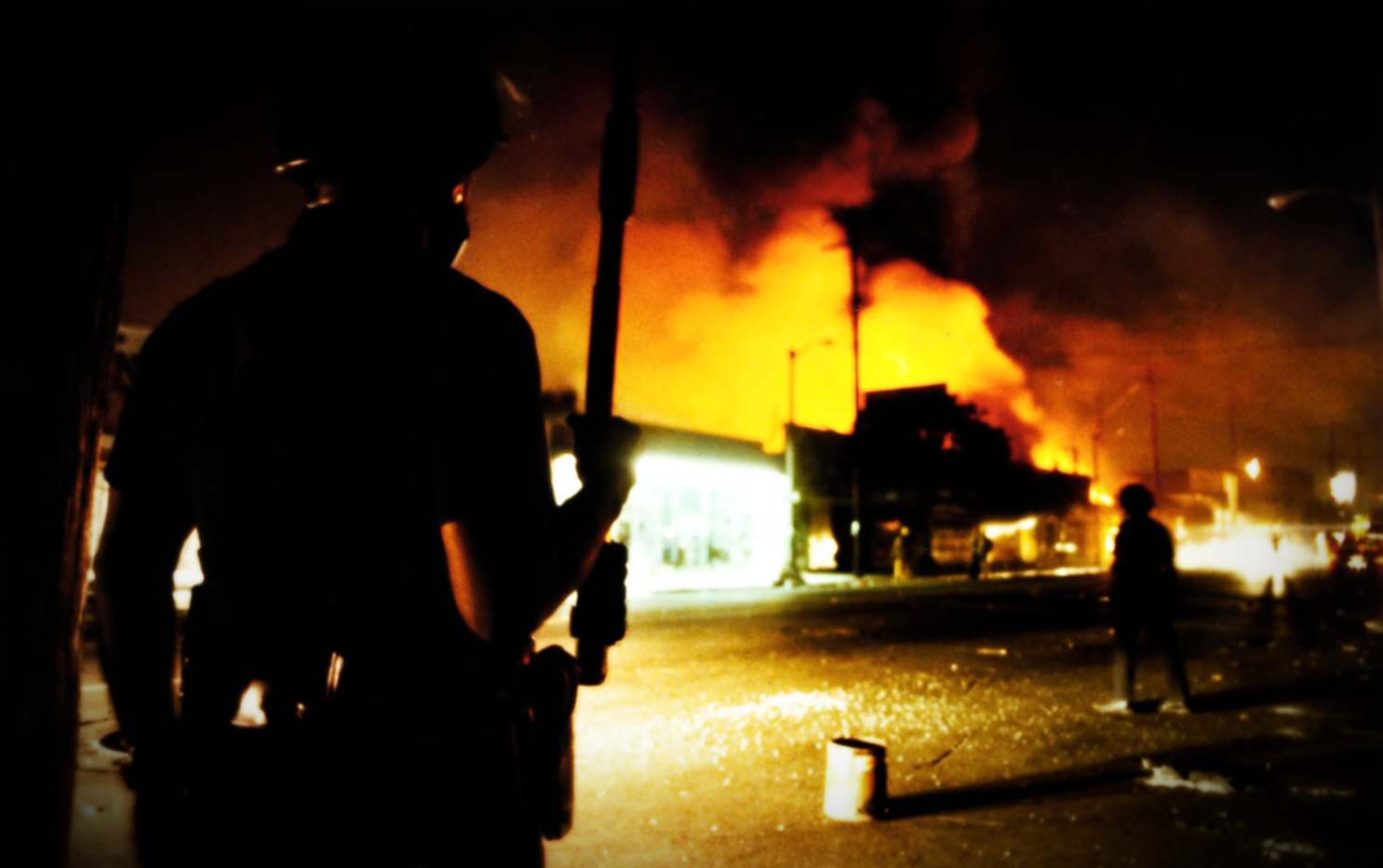
Funkcjonariusz policji Los Angeles pilnuje skrzyżowania Central Avenue i 46th Street 30 kwietnia 1992

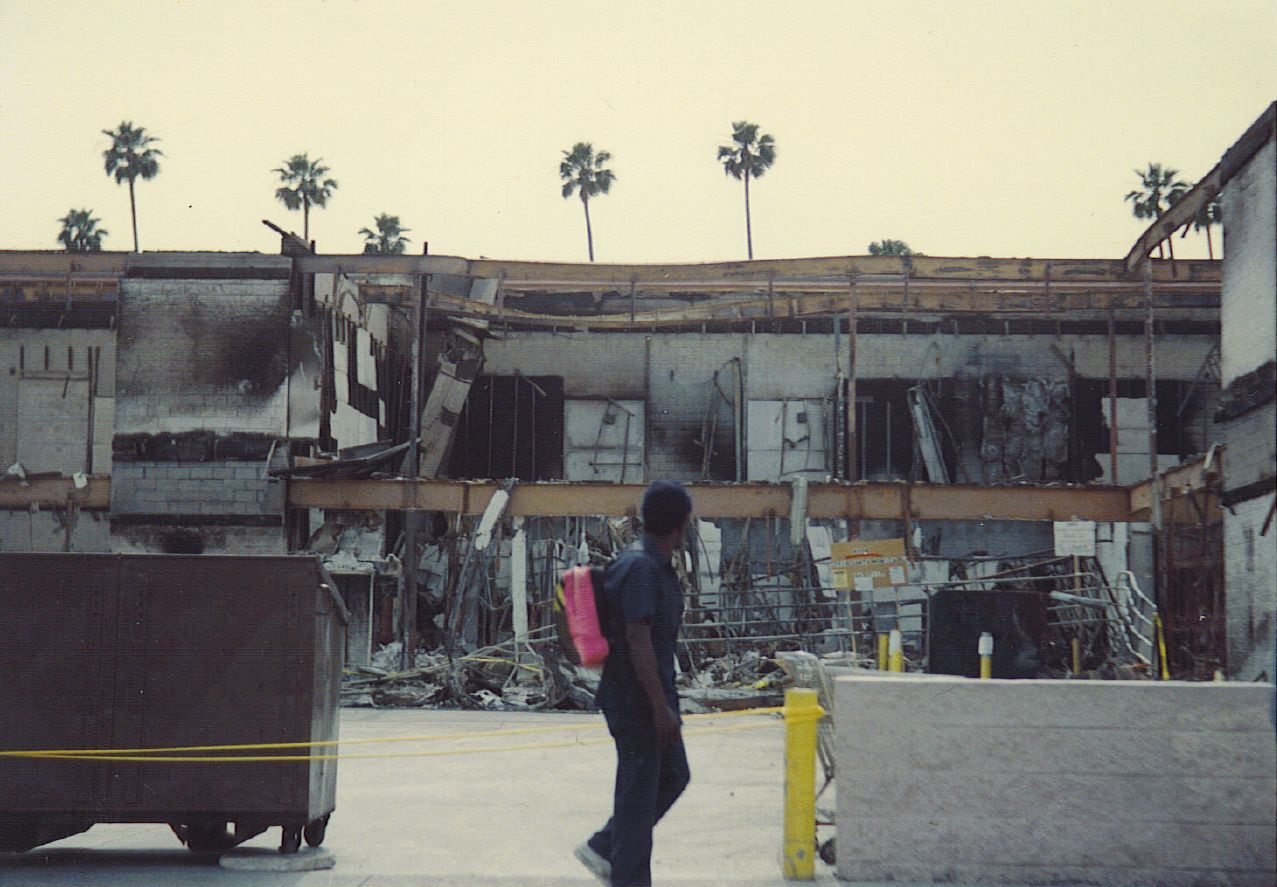
Spalone domy w Los Angeles

Zamieszki w Los Angeles w 1992 roku, powstanie w Los Angeles lub powstanie Rodneya Kinga (ang. Los Angeles Riots) – największe zamieszki, jakie miały miejsce na terenie Stanów Zjednoczonych w XX wieku. 

## Przebieg
Zamieszki rozpoczęły się 29 kwietnia 1992 roku, gdy ława przysięgłych uniewinniła czterech białych policjantów oskarżonych o pobicie czarnoskórego taksówkarza Rodneya Kinga, który opierał się podczas próby aresztowania. Do mediów trafiło nagranie wideo ukazujące Kinga bitego przez policjantów. Tysiące czarnoskórych obywateli w Los Angeles, uważając werdykt za niesprawiedliwy, wyszło na ulice. Zamieszki trwały sześć dni. Tłum dokonywał kradzieży, napaści i podpaleń. Zniszczono ponad 1100 budynków, a straty materialne oszacowano na 1 mld dolarów.
Spokój na ulicach został przywrócony dopiero po tym, jak do akcji wkroczyli członkowie Gwardii Narodowej z Kalifornii i żołnierze 7 Dywizji Piechoty oraz 1 Dywizji Marines – wezwani, aby zapobiec dalszym zamieszkom, gdy lokalna policja nie była w stanie kontrolować sytuacji. Łącznie w czasie zamieszek zginęły 63 osoby, rannych zostało 2383 osób, ponad 13 220 aresztowano.

## Odniesienia w kulturze masowej
Zamieszki w Los Angeles stały się inspiracją dla twórców gry komputerowej Grand Theft Auto: San Andreas studia Rockstar North z 2004 roku, którzy odtworzyli wydarzenia z 1992 roku w fikcyjnym mieście Los Santos, wzorowanym na Los Angeles. Powstanie Rodneya Kinga zostało także sfilmowane w obrazie F. Gary’ego Graya pt. Straight Outta Compton z 2015 roku oraz w filmie z 2022 roku w reżyserii Ariela Vromena pt. 1992.